# Isis entschleiert

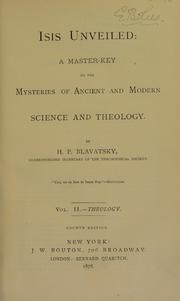

Isis entschleiert,  ein Meisterschlüssel zu den Mysterien der alten sowie modernen Wissenschaft und Theologie. (Isis Unveiled - A Master Key to the Mysteries of Ancient and Modern Science and Theology ) von Helena Petrovna Blavatsky ist ein zentrales Werk der modernen Theosophie. Es erschien zwei Jahre nach der Gründung der Theosophischen Gesellschaft am 29. September 1877 beim Verlag J.W. Bouton in New York. Wesentliche Mitarbeit an der Herausgabe leisteten Henry Steel Olcott und Alexander Wilder. Die erste Auflage von 1000 Exemplaren war innerhalb von zehn Tagen vergriffen. „Die Verkaufszahlen sind einmalig für einen Titel dieser Art“ schrieb The American Bookseller im Oktober 1877. Die zweite Auflage erschien bereits im November desselben Jahres, das Buch wurde seitdem mehrmals nachgedruckt. Mittlerweile wurden 500.000 Exemplare verkauft.
Das Werk setzt sich in zwei Bänden auf etwa 1250 Seiten mit den Grundlagen der Theosophie auseinander.
Band 1
Der erste Band,  betitelt The 'Infallibility' of Modern Science (Die 'Unfehlbarkeit' der modernen Wissenschaft), befasst sich mit den wissenschaftlichen Grundlagen und der wissenschaftlichen Kritik an theosophischen Vorstellungen und Esoterik. Er beginnt mit einer Auseinandersetzung mit der zeitgenössischen Naturwissenschaft (Charles Darwin, Thomas Henry Huxley), deren materialistische Ausrichtung Blavatsky kritisiert. Im Anschluss behandelt sie alternative Lehren wie den Spiritismus, den Mesmerismus und die Kabbala sowie die von diesen postulierten verborgenen Kräfte der Natur. Dabei versucht die Autorin, esoterische Kosmologie und Naturwissenschaft in Einklang zu bringen. Sie behauptet, „der einzig mögliche Schlüssel zum Absoluten in Wissenschaft und Theologie“ sei im uralten Wissen zu finden, das von Indien an das alte Ägypten übermittelt worden sei. Nach Indien sei es durch Überlebende von Atlantis weitergegeben worden, die nach dem Untergang ihres Kontinents auf einer Insel gelebt hätten, die durch ein Tunnelsystem mit den verschiedensten Weltgegenden verbunden gewesen sei. Blavatsky setzte ein zyklisches Geschichtsbild, nach dem die Menschheit früher bereits eine höhere Entwicklungsstufe erreicht habe als heute. Sie berief sich dabei auf Veröffentlichungen des Oxforder Sprach- und Religionswissenschaftlers Max Müller, der für eine Gleichwertigkeit alter indoarischer und moderner westlicher Kultur argumentierte.
Band 2
Der zweite Band (Theology) behandelt religiöse und religionskritische Aspekte und ist eine durchweg polemische Abrechnung mit der katholischen Kirche und ihrer Lehre, wobei sich Blavatsky in einem separaten Kapitel in Hasstiraden nur über Jesuiten ergeht. Sie rechtfertigt ihre hasserfüllten Attacken, indem sie behauptet, nur sie würde die reine Lehre Jesu verstehen, weshalb sich ihre vernichtende Kritik nur gegen die „Verfälschung in bösartiger kirchlicher Lehre“ richte. Kritisiert werden weiterhin Materialismus und blindes Dogma in der Religion. Außerdem kritisierte sie das Judentum: Den Semiten, der „am wenigsten spirituellen Rasse“, sei es nie gelungen, eine Sprache zu entwickeln, in der sich höhere moralische oder intellektuelle Ideen formulieren ließen; alles an Wert im Judentum sei von den Ariern übernommen worden. Mit diesen antisemitischen Urteilen, mit denen sie gleichzeitig das Christentum, das auf dem Judentum aufbaute, delegitimieren will, schließt sich Blavatsky an den Mainstream der europäischen Rassentheorien des 19. Jahrhunderts an. Sie postuliert, dass sich von allen Religionen der Hinduismus und der Mahayana-Buddhismus am reinsten erhalten hätten, weil diese sich schon geografisch vorteilhaft in der Nähe des Himalaya entwickelt hätten, wo sie den Ursprung der wahren Lehre verortet, die ein geheimes Wissen aller Völker enthalte. Den heiligen Schriften des arischen Indiens, speziell der Veden und Puranas, maß sie deshalb eine fundamentale Bedeutung für ihre eigene im Entstehen begriffene synkretistische Religion des Neuen Zeitalters bei.
Das Buch diskutiert oder zitiert unter anderen Platon, Plotin, die Bibel, Pythagoras, Ammonios Sakkas, Porphyrios, Iamblichos, Proklos, Apollonios von Tyana, das Popol Vuh, Paracelsus, Louis Jacolliot, Marco Polo, Friedrich Max Müller, buddhistische, hinduistische, chinesische und andere fernöstliche, persische, babylonische, syrische, gnostische, altamerikanische, kabbalistische, griechische und ägyptische Literatur.

## Ausgaben
Englische Ausgaben
- Erstausgabe: Isis Unveiled : A Master-Key to the Mysteries of Ancient and Modern Science and Theology.  J. W. Bouton, New York 1877.
- Isis Unveiled : A Master-Key to the Mysteries of Ancient and Modern Science and Theology. Theosophical University Press, 1988, ISBN 0-911500-02-2.

Übersetzungen
- Isis entschleiert. Übersetzt von Hank Troemel. 2 Bände. Aquamarin-Verlag, Grafing 2003, ISBN 3-89427-244-9 (gekürzte Ausgabe).
- Isis entschleiert : Ein Meisterschlüssel zu den alten und modernen Mysterien, Wissenschaft und Theologie. 2 Bände. Adyar-Reprint, Edition 3 Masques, Burgh-Haamstede 1999, ISBN 3-927837-59-8.
- Die entschleierte Isis : Ein Meisterschlüssel zu den alten und neuen Mysterien. Aus dem Englischen der 4. Auflage übersetzt von A. K. und R. W. 3 Bände. Theosophisches Verlagshaus, Leipzig 1922f.  Neuausgabe: Isis entschleiert. Ein Meisterschlüssel zu den alten und modernen Mysterien.  Verlag Esoterische Philosophie, Hannover 2000, ISBN 978-3-924849-52-8.
  - Band 1: Wissenschaft
  - Band 2: Theologie
  - Band 3: Index